# How It Feels to Be Lost
How It Feels to Be Lost é o sexto álbum de estúdio da banda americana de rock Sleeping with Sirens, lançado em 6 de setembro de 2019. É o primeiro da banda pela gravadora Sumerian Records e marca um retorno as raízes de post-hardcore da banda. É o último álbum com o baterista Gabe Barham, que estava junto com a banda desde sua formação.
O álbum (na edição regular) foi apoiado por três singles: "Leave It All Behind", "Break Me Down" e "Agree to Disagree". Para promover o álbum, a banda embarcou na turnê Rockstar Energy Disrupt Festival de junho a julho de 2019 e também entrou em uma turnê norte-americana de 2019 com a banda de rock britânica Bring Me the Horizon.
Uma edição deluxe do álbum foi lançada em 21 de agosto de 2020, com o single "Talking to Myself" de 24 de julho de 2020 e versões acústicas de "Ghost', "Leave It All Behind" e "Agree to Disagree".
O portal Loudwire o elegeu como um dos 50 melhores discos de rock de 2019.

## Visão geral
Kellin Quinn expressou seus sentimentos sobre a turnê de Gossip e as canções do álbum em uma entrevista de 2019 com a Loudwire. "Um ou dois anos após a turnê desse álbum, eu tive muita dificuldade em subir no palco e acreditar nas coisas que estava dizendo. Eu não me sentia uma lenda. Eu não sentia todas aquelas coisas positivas que estava tentando passar para as pessoas. Depois de Gossip, não tínhamos certeza do que íamos fazer. Estávamos falando sobre talvez fazer um hiato." Quinn explicou que seu maior arrependimento foi não ter tirado uma folga da banda e estar em turnê. "Eu deveria ter dito algo, mas eu meio que continuei com isso. Acho que esse é o meu maior arrependimento."
Por razões desconhecidas, Matt Good, o produtor do álbum, é creditado por produzir uma décima segunda faixa desconhecida (na edição padrão), que não existe no álbum.

## Lançamento
Em 29 de abril de 2019, o vocalista Kellin Quinn revelou que o álbum foi concluído. Em 31 de maio, o grupo tocou uma nova faixa, intitulada "Leave It All Behind", ao vivo pela primeira vez no All Points East Music Festival. Em 16 de junho, a banda limpou toda sua conta no Instagram e postou vídeos de demonstração do álbum por dois dias consecutivos. Em 19 de junho, a banda lançou "Leave It All Behind" digitalmente, acompanhado de seu videoclipe dirigido por Ben Thornley. Junto com isso, How It Feels to Be Lost foi anunciado com sua capa, data de lançamento e lista de faixas sendo reveladas. Em seguida, o grupo participou da Warped Tour 2019. Enquanto estava no festival de turnê Rockstar Disrupt em meados de julho, a banda tocou "Break Me Down"; ele foi disponibilizado para streaming quatro dias depois.
Um vídeo de making-of dos bastidores de "Leave It All Behind" foi postado online em 1º de agosto. "Agree to Disagree" estreou na estação de rádio SXM Octane em 9 de agosto, antes do lançamento do videoclipe da faixa. Já em 30 de agosto, foi anunciado que o baterista Gabe Barham, que estava com a banda desde sua formação, havia deixado o grupo. How It Feels to Be Lost foi lançado em 6 de setembro pela Sumerian Records e paralelamente foi lançado um videoclipe para a faixa-título, dirigido por Frankie Nasso. Em outubro, o grupo abriu o Bring Me the Horizon em sua turnê pelos Estados Unidos. Em seguida, eles embarcaram em uma turnê como atração principal pela Europa e Reino Unido, com o apoio de Palisades, SHVPES e Holding Absence. Em janeiro e fevereiro de 2020, eles fizeram uma turnê pelos Estados Unidos, batizada de The Medicine Tour, com o apoio das bandas Set It Off, Belmont e Point North.

## Recepção
| Críticas profissionais | Críticas profissionais |
| Avaliações da crítica  | Avaliações da crítica  |
| Fonte                  | Avaliação              |
| ---------------------- | ---------------------- |
| AllMusic               | 4 de 5 estrelas.       |
| Distorted Sound        | 8 de 10 estrelas.      |

Neil Z. Young do AllMusic deu ao álbum uma avaliação de 4 de 5 estrelas e no final de sua análise comentou: "Com How It Feels to Be Lost, Sleeping with Sirens encontra seu caminho novamente, entregando um salto apaixonado e angustiado de post-hardcore melódico que não sacrifica o cativante ou sua identidade." Yasmine Summan da Distorted Sound o avaliou em 8 de 10 estrelas e disse, especificamente sobre a versão deluxe do álbum: "Essa edição está definida para ser a favorita entre o seu público e é um ótimo impulso adicional para um álbum que está se aproximando, que abre janelas de novas perspectivas para a banda e apenas mostra que eles realmente podem fazer qualquer coisa neste momento."
Loudwire o elegeu como um dos melhores 50 álbuns de rock de 2019.

## Lista de faixas
| N.º            | Título                                              | Duração |  |
| 1.             | "Leave It All Behind"                               | 3:18    |  |
| 2.             | "Never Enough" (com Benji Madden do Good Charlotte) | 3:42    |  |
| 3.             | "How It Feels to Be Lost"                           | 3:38    |  |
| 4.             | "Agree to Disagree"                                 | 3:03    |  |
| 5.             | "Ghost"                                             | 3:26    |  |
| 6.             | "Blood Lines"                                       | 3:28    |  |
| 7.             | "Break Me Down"                                     | 3:11    |  |
| 8.             | "Another Nightmare"                                 | 3:33    |  |
| 9.             | "P.S. Missing You"                                  | 4:15    |  |
| 10.            | "Medicine (Devil in My Head)"                       | 3:14    |  |
| 11.            | "Dying to Believe"                                  | 3:37    |  |
| Duração total: | Duração total:                                      | 38:42   |  |

### Faixas bônus da edição deluxe
| N.º | Título                           | Duração |  |
| 12. | "Talking to Myself"              |         |  |
| 13. | "Leave It All Behind" (Acústico) |         |  |
| 14. | "Agree to Disagree" (Acústico)   |         |  |
| 15. | "Ghost" (Acústico)               |         |  |

## Ficha técnica
Sleeping with Sirens
- Kellin Quinn - vocais
- Nick Martin - guitarra rítmica, vocais de apoio
- Jack Fowler - guitarra solo, programação
- Justin Hills - baixo, vocais de apoio
- Gabe Barham - bateria, percussão

Músicos adicionais
- Benji Madden - vocais em "Never Enough"
- Luke Holland - bateria em "Blood Lines"

Produção
- Matt Good
- Zakk Cervini

## Paradas
| Parada (2019)                      | Melhor posição |
| ---------------------------------- | -------------- |
| Australian Digital Albums (ARIA)   | 16             |
| Escócia (Official Scottish Albums) | 84             |
| Billboard 200 (EUA)                | 92             |